# Любич-Романович Василь Гнатович
Любич-Романович Василь (Валеріан) Гнатович (27 квітня 1805, м. Санкт-Петербург — 29 лютого 1888, там само) — поет, перекладач.

## Життєпис
Народився в м. Санкт-Петербург. Походив зі стародавнього дворянського литовського роду. Закінчив курс Полоцького єзуїтського колегіуму. 1821—1826 навчався у Ніжинській гімназії вищих наук кн. Безбородька (одночасно з М.Гоголем, О. С. Данилевським, М. В. Кукольником, К. М. Базилі). Брав участь у випуску рукописних журналів. Разом з М.Гоголем грав у аматорських спектаклях. По закінченні навчання повернувся до С.-Петербурга, служив спочатку в департаменті юстиції, потім — у департаменті зовнішньої торгівлі, згодом — у Міністерстві закордонних справ і в департаменті внутрішніх зносин. Володів німецькою, англійською, італійською, польською, грецькою і латинською мовами. За порадою О.Пушкіна став перекладати Дж. Байрона і А.Міцкевича. 1829 дебютував у часописі «Сын Отечества» віршем «Сказание о Хмельницком» (написаний за мотивами народної думи про похід Б.Хмельницького до Молдови), а також видав збірку перекладів «Стихотворения Адама Мицкевича».
1832 оприлюднив у С.-Перербурзі свою першу збірку «Стихотворения Василия Романовича». Відтоді активно співробітничав у «Литературной газете» А.Дельвига, а також у журналах: «Северный архив», «Журнал иностранной словесности и изящных художеств», «Журнал Министерства народного просвещения», «Журнал для чтения воспитанников военно-учебных заведений», «Маяк», «Морской сборник» та ін. Друкував там свої вірші, прозу, а також переклади.
Написав кілька історичних праць: «История бывших княжеств Теребовльского и Звенигородского» («Журнал Министерства народного просвещения», 1838, ч. 19); «Обычаи, игры, пословицы и предания литовские» («Сын Отечества», 1839, т. 11); «Сказания иностранцев о России в 16 и 18 вв.» (СПб., 1843).
На матеріалах української історії та фольклору видав у часописі «Маяк» цикл віршів та балад про героїчне минуле України: «Песня», «Смерть бандуриста», «Казацкая смерть», «Запорожец», «Кошевой», «Запорожье» (1841), «Алексей Попович», «Иван Коновченко», «Мечты» (1842), «Барабаш у Хмельницкого на пиру» (1845).
Перекладав історичні документи, зокрема в ж. «Сын Отечества» за 1842 оприлюднив: «Донесения в письмах о войне московского царя с польским королем» (пер. з польської), «Путешествие в Московию Рафаэля Барберини в 1565 г.» (пер. з італ.), «Сношения царя Ивана Васильевича с императором Фердинандом о ливонских делах» (пер. з лат.), «Донесение в письмах о войне московского царя с польским королем (Иоанна Грозного со Стефаном Баторием) в 1580—1582 гг.» (пер. з лат.). У цьому ж журналі наступного року надрукував «Донесение о событиях в эпоху Лжедмитрия и в особенности царствование Иоанна Васильевича, найденное в библиотеке князя Барберина в Риме» (пер. з італ.).
1869 вийшов у відставку в чині дійсного статського радника.
В останні роки життя писав спогади, деякі з них уже після його смерті були опрацьовані укладачами й надруковані (усі невеликі за розміром): «Наброски. Воспоминания об А. С. Пушкине» (1887), «Из моих воспоминаний о личном знакомстве с А. С. Пушкиным» (1887), «Рассказы о Гоголе и Кукольнике» (1892; запис М.Шевлякова), «Гоголь в Нежинском лицее. Из воспоминаний В. И. Любича-Романовича» (1902; запис М.Шевлякова), «Воспоминания о Гоголе» (1910; запис С.Глєбова). Записи спогадів Л.-Р. про М.Гоголя вважаються малодостовірними.
Помер у м. С.-Петербург.